# Laura Cuenca Serrano
Laura Cuenca Serrano (* 12. September 1987 in Rheda-Wiedenbrück) ist eine deutsch-spanische Schauspielerin, Sängerin und Autorin.

## Leben
Laura Cuenca Serrano wuchs mit zwei Geschwistern in Bielefeld auf, besuchte Schulen in Irland und Neuseeland und absolvierte das Abitur am Ceciliengymnasium Bielefeld. Während ihrer Schulzeit war sie Teilnehmerin des Hochbegabten-Förderprogramms der Werner Gehring Stiftung.
Nach dem Abitur bereiste sie als Model und Autorin die Welt und wurde Covermodel für zahlreiche Firmen und Magazine. 2009 begann sie ihr Studium der Germanistik mit Spezialisierung auf Filmwissenschaften an der LMU München. Nach dem Bachelor of Arts in Kalifornien und Deutschland absolvierte sie ihre Schauspielausbildung.
Von 2014 bis 2015 war sie Sängerin in der Singer-Songwriter Band „Ventura Boulevard“, die sich aus ihr und den Schauspielkollegen Andreas Thiele und Benedikt Blaskovic zusammensetzte. Von 2015 bis 2017 war sie Sängerin in der fünfköpfigen Jazz-Kombo „Jazzbox“. Seit 2018 musiziert sie als Bandleaderin mit der sechsköpfigen Band „Saltyskin“ und veröffentlichte am 29. Mai 2020 ihr  Debüt-Album „Trip“.
Neben diversen Theater- und Filmrollen spielte sie 2015 ihre erste Kinohauptrolle in Philipp Pamers Im Nesseltal. 2016 spielte sie an der Seite von Rebecca Forsythe eine Nebenrolle in dem preisgekrönten Kinofilm Replace von Norbert Keil.
2016 erschuf sie mit Imke-Karlotta ein kabarettistisches Alter-Ego mit Bühnenprogramm und Youtube-Kanal. In der Komödie Eine Sommernacht spielte sie 2016 unter der Regie von Leni Brem die Hauptrolle Helena und feierte damit am Münchner Hofspielhaus Erfolg. Es folgten weitere Engagements. 2016 produzierte sie gemeinsam mit Ferdinand Schmidt-Modrow den Kurzfilm „Spielchen“, in dem sie zudem eine der beiden Hauptrollen spielte und im Rahmen der Berlinale nominiert wurde.
2019 gewann ihre Band „Saltyskin“ einen Newcomer-Radio-Wettbewerb von Bayern 2.
Im Dezember 2021 erschien ihr Debüt-Roman und Hörspiel Roro, Mimo und Lala entdecken den Regenbogensee.
Laura Cuenca Serrano lebt in Berlin.

## Filmografie (Auswahl)
- 2023: München Mord: Der gute Mann vom Herzogpark (Fernsehreihe)
- 2021: Inga Lindström: Hochzeitsfieber, Regie: Matthias Kiefersauer
- 2020: Kinder und andere Baustellen, Regie: Christina Schiewe
- 2020: Marie fängt Feuer, Spiel des Lebens, Regie: Hans Hofer
- 2019: Die Rosenheim-Cops, Regie: Jörg Schneider
- 2018: 4 Blocks, Regie: Özgür Yildirim[19]
- 2018: Bier Royal, Regie: Christine Balthasar
- 2018: München Mord – Die ganze Stadt ein Depp, Regie: Sascha Bigler
- 2017: Zelten, Regie: David Benke[19]
- 2017: Impuls, Regie: Lisa Reich
- 2017: Der neue Mensch, Regie: Markus Müller
- 2017: Die Bergretter, Regie: Jorgo Papavassiliou
- 2017: Boxershorts, Regie: Christian Knie
- 2017: Gerbera, Regie: Julius Grimm[19]
- 2016: Replace, Regie: Norbert Keil
- 2016: Der Bergdoktor, Regie Axel Barth
- 2016: Valentin(a), Regie: Simon Meßlinger
- 2016: Der Alte – Folge 409: Das 3. Auge, Regie: Johannes Grieser
- 2016: Spielchen, Regie: Julius Grimm
- 2015: It’s a match, Regie: Christian Knie
- 2015: Der Saum, Regie: Lukas Väth
- 2015: Bab Baby, Regie: Bettina Braun
- 2015: U(h)rsache, Regie: David Carreras Solé
- 2015: Im Nesseltal, Regie: Philipp J. Pamer[5]
- 2014: Letzte Chance, Regie: Alexandra Koch
- 2014: Dann eben nicht, Regie: Sarah Heichele
- 2014: Have a nice Die, Regie: Alexandra Koch
- 2014: So schön wie der Tod, Regie: Philip Weil
- 2013: Laura, Gemeinsame Einsamkeit, Regie: Kim M. Vogt
- 2012: An Apple A Day, Regie: Monika Schuster

## Theaterrollen (Auswahl)
- 2017: Drehleier München: Erna Timm in Der Messias, Regie: Ioan Toma
- 2017: Stadttheater Landsberg: Katharina/Beatrice in Ein Liebesrausch – Shakespeares Italien, Regie: Ioan Toma
- 2016–17: Altstadt-Theater Ingolstadt: Helena in Eine Sommernacht, Regie: Leni Brem
- 2016–17: Hofspielhaus München: Helena in Eine Sommernacht, Regie: Leni Brem
- 2016: Theater Tut Weh: Emma in Sinnspagat, Regie: Jan Struckmeier
- 2016: Pathos Atelier München: Zeugin 2 in Die Ermittlung, Regie: Hannah Bader
- 2015: Studiobühne München: Greta in Vulgär Heroismus, Regie: Jan Struckmeier[2]
- 2015: Studiobühne München: Ophelia in Omelett, Regie: Jean-Marc Turmes
- 2014: Studiobühne München: Rosetta in Leonce und Lena, Regie: Lena Carle
- 2005: Kindertheater Bielefeld: Lila in Lila und das Mondnotenspiel, Regie: Claudia Gentejohann